# Mixology
Mixology est une série télévisée américaine en treize épisodes de 22 minutes créée par Jon Lucas et Scott Moore, diffusée entre le 26 février 2014, et le 21 mai 2014 sur le réseau ABC et au Canada sur le réseau CTV.
Cette série est inédite dans tous les pays francophones.

## Synopsis
La série suit la vie de cinq femmes et cinq hommes pendant une nuit dans un bar de Manhattan appelé « Mix ». Chaque épisode suit deux ou trois personnages et leur rencontre. Leurs interactions détermineront la fin de la série qui se terminera à la fin de la nuit.

## Distribution

### Acteurs principaux
- Blake Lee (en) : Tom
- Andrew Santino (en) : Bruce
- Kate Simses : Liv
- Adam Campbell : Ron
- Craig Frank : Cal
- Vanessa Lengies : Kacey
- Alexis Carra : Jessica
- Ginger Gonzaga : Maya
- Adan Canto : Dominic
- Frankie Shaw : Fabienne (12 épisodes)

### Invités
- Sarah Wright : Laura (épisodes 1, 6 et 13)
- Sarah Bolger : Janey (épisode 1)
- Keyshawn Johnson : lui-même (épisode 1)
- David Clayton Rogers (en) : Jim, fiancé de Liv (épisodes 2, 9 et 10)
- Sarah Dumont : Tube Top Girl (épisode 2)
- Chasty Ballesteros : Cute Girl #2 (épisode 2)
- Jessica Morris (en) : Sexy Woman #1(épisode 2)
- Manny Streetz (en) : Hawaiian (épisode 3)
- Valarie Rae Miller : Starr (épisode 4)
- Tanner Buchanan : Young Dom (épisode 5)
- Nicole Scherzinger : elle-même (épisode 5)
- Jolie Jenkins : Nina (épisode 7)
- Andrew Leeds : Cute Guy (épisode 7)
- Kaitlin Doubleday : Trista (épisodes 8 et 13)
- Carter MacIntyre (en) : Langdon (épisode 8)
- Alexi Lalas : lui-même (épisode 8)
- Tye White (en) : Dave (épisode 10)
- Kim Yarbrough (en) : Fran (épisode 11)
- Alena Savostikova : Russian Model (épisode 11)
- Rizwan Manji (en) : Ganesh (épisode 13)

## Fiche technique
- Producteurs exécutifs : Jon Lucas, Scott Moore, Ryan Seacrest et Nina Wass.
- Société de production : Ryan Seacrest Productions et ABC Studios

## Développement

### Production
En octobre 2012, Jon Lucas et Scott Moore, producteurs du film The Hangover ont présenté le projet à ABC, et le pilote a été commandé le 9 janvier 2013.
Le 10 mai 2013, ABC commande la série et annonce quatre jours plus tard lors des Upfronts qu'elle sera diffusée à la mi-saison.
Le 9 mai 2014, la série est officiellement annulée.

### Casting
Les rôles ont été attribués dans cet ordre : Kate Simses, Blake Lee (en), Andrew Santino (en) et Mercedes Masöhn (Maya), Adam Campbell, Craig Frank et Vanessa Lengies, Alexis Carra et Sarah Bolger, puis Ginger Gonzaga remplace Mercedes Masöhn.
En juin et août 2013, Frankie Shaw et David Clayton Rogers (en) ont rejoint la distribution.

## Épisodes
| №  | Titre                   | Réalisation              | Scénario                          | Première diffusion | Audience (millions) |
| -- | ----------------------- | ------------------------ | --------------------------------- | ------------------ | ------------------- |
| 1  | Tom & Maya              | Larry Charles            | Jon Lucas et Scott Moore (en)     | 26 février 2014    | 4,98                |
| 2  | Liv & Ron               | Michael McDonald         | Jon Lucas et Scott Moore          | 5 mars 2014        | 4,64                |
| 3  | Bruce & Jessica         | Adam Davidson            | Ira Ungerleider                   | 12 mars 2014       | 4,29                |
| 4  | Cal & Kacey             | Richie Keen              | Patti Carr et Lara Olsen          | 19 mars 2014       | 3,66                |
| 5  | Fab & Jessica & Dominic | John Fortenberry         | John Enbom                        | 26 mars 2014       | 4,85                |
| 6  | Tom & Maya II           | Richie Keen              | Vali Chandrasekaran               | 2 avril 2014       | 4,33                |
| 7  | Bruce & Fab             | Michael McDonald         | Gloria Calderón Kellett           | 9 avril 2014       | 3,65                |
| 8  | Jessica & Ron           | Eyal Gordin (en)         | Aeysha Carr                       | 16 avril 2014      | 3,86                |
| 9  | Dominic & Kacey         | Scott Ellis (en)         | Jared Miller                      | 23 avril 2014      | 4,32                |
| 10 | Liv & Jim               | Alex Hardcastle (en)     | John Blickstead et Trey Kollmer   | 30 avril 2014      | 3,78                |
| 11 | Bruce & Maya            | Jeffrey Walker           | Dave Horwitz (en) et Maria Pinson | 7 mai 2014         | 3,84                |
| 12 | Last Call               | Elliot Hegarty           | Matt Donnelly                     | 14 mai 2014        | 3,99                |
| 13 | Closing Time            | Jon Lucas et Scott Moore | Jon Lucas et Scott Moore          | 21 mai 2014        | 4,04                |